# Tahya-Misr-Brücke
Die Tahya-Misr-Brücke (arabisch كوبري تحيا مصر, DMG Kūbrī Taḥyā Miṣr ‚Lang-lebe-Ägypten-Brücke‘, auch englisch Rod-Al Farag Axis Bridge genannt) führt die Rod-al-Farag-Achse über den rechten Arm des Nils und verbindet den Stadtteil Rod al-Farag im Bezirk Shobra im Norden der ägyptischen Hauptstadt Kairo mit der Nil-Insel el-Warraq.
Die Rod-al-Farag-Achse ist Teil einer mautpflichtigen Schnellstraße, die Kairo im Westen mit Marsa Matruh am Mittelmeer und im Osten mit Ismailia verbindet. Die 67,3 m breite Brücke hat 2 × 6 Fahrspuren und beidseits breite Gehwege, die einen durchsichtigen Streifen haben, der den Blick direkt nach unten auf den Nil erlaubt. Sie gilt als die breiteste Schrägseilbrücke der Welt.
Die zweihüftige Brücke ist 540 m lang und hat eine Spannweite von 300 m. Ihre 92 m hohen Pylone bestehen aus jeweils drei senkrechten Stahlbeton-Stielen, die auf 2/3 der Höhe durch waagrechte Querträger verbunden und versteift sind.
Sie wurde zwischen 2015 und 2019 von The Arab Contractors Osman Ahmed Osman & Co. gebaut.